# Fritzens-Sanzeno-Kultur

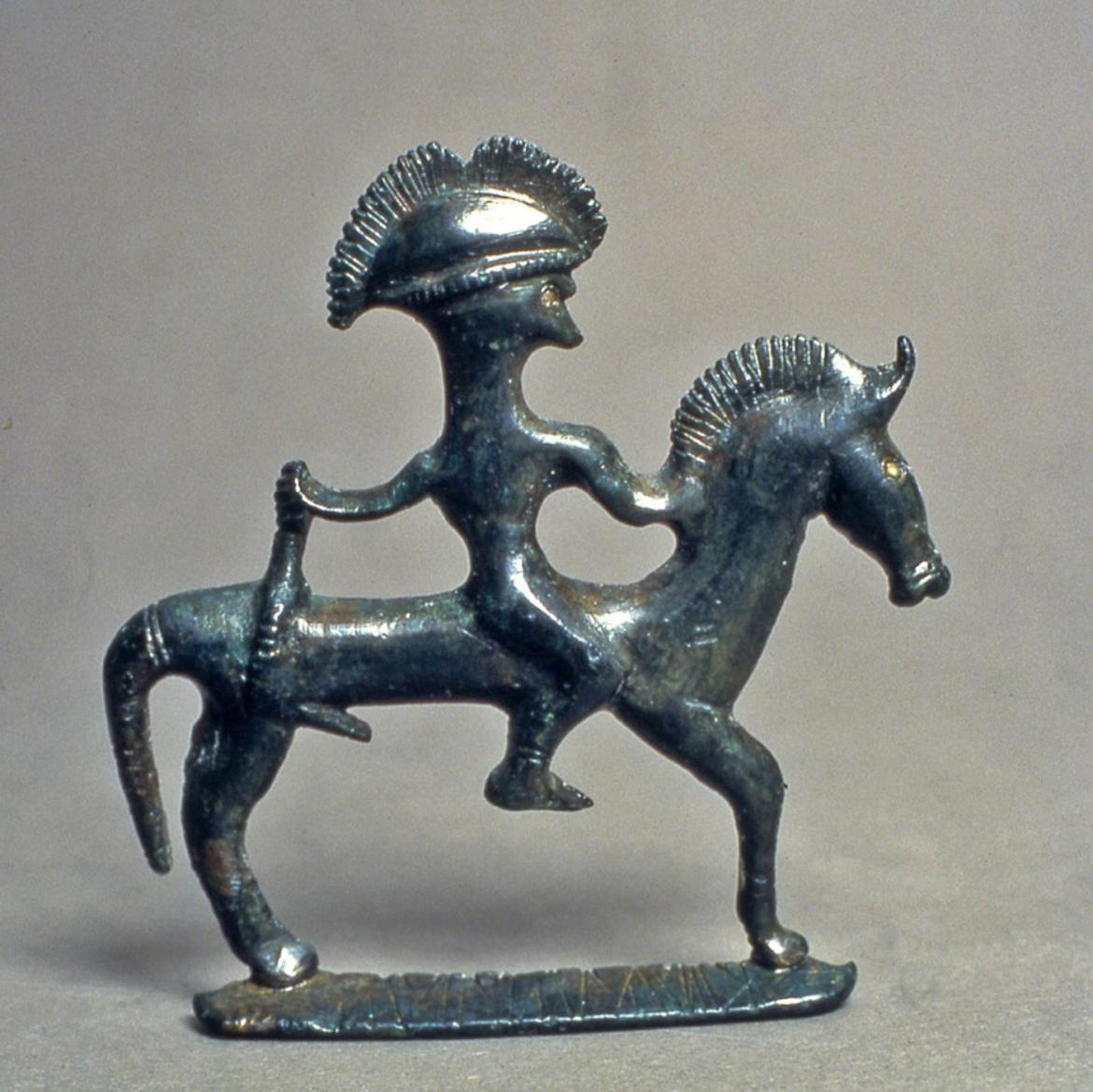
Reiter von Sanzeno

Die Fritzens-Sanzeno-Kultur ist eine archäologische Kulturgruppe der Eisen- bzw. La-Tène-Zeit im Bereich der Alpen. Ihre Träger, die als Räter identifiziert werden, wurden während der römischen Feldzüge in den Alpen und ihrem Vorland im Jahre 15 v. Chr. vollkommen ausgelöscht oder wie die Anaunen (Nonstal und Val di Sole), Breonen (Inntal) und Genaunen nachhaltig romanisiert. Die Fritzens-Sanzeno-Kultur wird im späten 6. Jahrhundert v. Chr. erkennbar und löst in Südtirol und dem Trentino die späten Stufen der Laugen-Melaun-Kultur, in Nordtirol die bis dahin an der Urnenfelderkultur und dann an der Hallstattkultur der eher nördlichen Nachbarschaft orientierte Inntalkultur ab, führt also die beiden voneinander unterscheidbaren Vorgängerkulturen zusammen. Sie prägt auch wieder Osttirol, das sich ein halbes Jahrtausend zuvor vom Westen zum Osten gewandt hatte.

## Forschungsgeschichte
Wichtige, namengebende Funde der Fritzens-Sanzeno-Kultur wurden um 1920 vom Gemeindearzt der Gemeinde Wattens, Karl Stainer, in Fritzens (am Inn etwas unterhalb von Innsbruck) entdeckt. Im Jahr 1924 stellte er seine Funde auf der 88. Versammlung deutscher Naturforscher und Ärzte aus; diese blieben jedoch unbeachtet. Dennoch veröffentlichte er seine Beobachtungen in den Fundberichten aus Österreich (I, S. 136, 192; II. S. 47, 102, 177, 187; III (1948), S. 154.). Er ließ auch in der Flur Himmelreich in Volders – das dem kleinen Ort Fritzens im Inntal gegenüberliegt – den Humusabhub des dortigen Steinbruches absammeln und konnte im Laufe der Jahre eine stattliche Anzahl von Funden der jüngeren Eisenzeit und der gesamten römischen Kaiserzeit gewinnen. Dass es sich dabei um einen bedeutsamen Brandopferplatz handelt, war damals noch nicht erkannt worden. Leonhard Franz veröffentlichte dann in den 1950er Jahren die Fritzner Funde (auf die schon früher Gero von Merhart aufmerksam wurde). Die Keramik von Fritzens und anderen Tiroler Fundstellen bezeichnete er als „Fritzner Typus“. Benedikt Frei sprach 1955 erstmals von einem „Horizont der Fritzener- und Sanzeno-Keramik“, den er stratigraphisch von älteren „Melauner Horizonten“ absetzen konnte. Diese Keramik hat die Einschätzung der Archäologen hinsichtlich der Fritzens-Sanzeno-Kultur wie keine andere Fundgruppe beeinflusst. Etwa in den Jahrzehnten um 500 v. Chr. formiert sich nördlich und südlich des Alpenhauptkammes die Fritzens-Sanzeno-Kultur.

## Verbreitung
Insgesamt umfasst das Gebiet der Fritzens-Sanzeno-Kultur das Trentino, Südtirol, fast das gesamte Nordtiroler Gebiet, einen Teil des Unterengadins sowie Osttirol.
Zu den wichtigsten Ausgrabungsstätten im südlichen Teil der Fritzens-Sanzeno-Kultur gehören die Nekropole von Trient und Sanzeno im Nonsberg (Trentino), die Siedlung am Ganglegg in Schluderns (Vinschgau, Südtirol) das Rungger Egg in Seis am Schlern, die Großsiedlungen in Brixen-Stufels (Eisacktal) und am Tartscher Bichl (Vinschgau) und die Gräberfelder Stadlhof in Pfatten (Vadena) im Unterland und Moritzing bei Bozen.
Im Norden sind es die Gräberfelder von Kundl und im Egerndorfer Feld, beide im Unterinntal gelegen, sowie die Höhensiedlungen am Bergisel in Innsbruck, in Pfaffenhofen-Hörtenberg, der Goldbichl in Innsbruck-Igls, der Pirchboden in Fritzens und das Himmelreich in Volders mit den dazugehörigen Brandopferplätzen.
Gut erforschte und publizierte Brandopferplätze sind das Heiligtum am Demlfeld in Ampass sowie der Opferplatz Aldrans-Innsbruck, Egerdach, das Heiligtum am Piller Sattel im Oberinntal und die Himmelreich-Terrasse in Volders. Südlich des Alpenhauptkammes ist das Rungger Egg in Seis am Schlern und das Hahnehütter Bödele nahe der Siedlung Ganglegg in Schluderns/Vinschgau zu nennen. An der Peripherie des eigentlichen Verbreitungsgebietes der FSK liegt der gut erforschte Brandopferplatz am Spielleitenköpfl bei Farchant nahe Garmisch-Partenkirchen in Bayern.

## Fundübersicht
Sachkultur der Fritzens-Sanzeno-Kultur außerhalb ihres Verbreitungsgebietes wie Fibeln und Keramik sind aus Südbayern, dem Oppidum von Manching, dem Dürrnberg bei Hallein und aus Mannersdorf am Leithagebirge (Niederösterreich) bekannt.
Obwohl die Fritzens-Sanzeno-Kultur sich in Handwerk, Begräbnisriten und Religion sehr von ihren Nachbarn, namentlich den Venetern, Etruskern und Kelten im Süden und den Kelten im Norden und Westen beeinflussen ließ, brachte sie eine Reihe spezifischer Eigenarten wie den Hausbau (casa retica) und in der Sachkultur eigene Formen hervor. Zu diesen zählen die typischen Keramikformen wie die stempelverzierte Fritznerschale bzw. die Sanzenoschale wie auch die alpine Leistenkeramik. Im 4. Jh. v. Chr. wurde die keltische Bewaffnung übernommen. Zahlreiche Inschriftenzeugnisse fanden sich ab dem 5. Jh. v. Chr. Zum Fibelhandwerk sind die keltisch inspirierten häufigen sog. Mandolinenfibeln und eine Reihe anderer Fibeln nach dem Früh- bis Mittellatèneschema zu nennen. Abwandlungen keltischer Scheibenhalsringe fanden sich im nördlichen wie auch südlichen Bereich der Fritzens-Sanzeno-Kultur. Ihre Blütezeit deckt sich annähernd mit der Laufzeit der Oppidakultur in Bayern. Aus dem keltischen Bereich wurde ab der Mittellatènezeit Graphittonkeramik, Glasschmuck und vereinzelt auch Bronzeschmuck importiert. Besonders der Schmuck lässt an heiratsmäßige Verbindungen denken. Die Fritzens-Sanzeno-Kultur endet abrupt beim Alpenfeldzug des Drusus und Tiberius 15. v. Chr.